# Libertad (Barinas)
Pour les articles homonymes, voir Libertad.
Libertad est une ville du Venezuela, capitale de la paroisse civile de Libertad et chef-lieu de la municipalité de Rojas dans l'État de Barinas.